# Джамасп-наме
Джамасп-наме (вар.: Джамасп Намаг, Джамасп Наме, «История Джамаспа») — среднеперсидская книга откровений. В более широком смысле это также первоисточник средневековой зороастрийской доктрины и легенд. Работа также известна как Айадгар и Джамаспиг или Айаткар-и Джамаспик, что означает «[В] память о Джамаспе».
Текст представляет собой серию вопросов и ответов между Виштаспой и Джамаспом, оба из которых были непосредственными и ближайшими учениками Зороастра. Виштасп был княжеским защитником и покровителем Зороастра, а Джамасп был дворянином при дворе Виштаспа. Оба являются фигурами, упомянутыми в Гатах, древнейших гимнах зороастризма, которые, как полагают, были составлены Зороастром. Здесь (гл. 3.6-7) встречается поразительное теологическое утверждение, что сотворение Ормаздом семи Амашаспандов было подобно светильникам, зажигаемым один от другого, и ни один из них не уменьшался при этом.
Серия вопросов-ответов — распространённый литературный приём в зороастрийской литературе. В прошлом и среди самих зороастрийцев этот метод часто неправильно истолковывался как свидетельство рассказа из первых рук. Текст сохранился в трёх формах:
- манускрипт на пехлеви, то есть перевод среднеперсидского языка с использованием письма, производного от арамейского, и сопровождаемый арамейскими идеограммами. Рукопись на пехлеви повреждена и фрагментирована.
- передача на пазанде, то есть перевод среднеперсидского языка с использованием авестийского письма (также производного от арамейского), но без какой-либо неиранской лексики. Версия на пазенде сохранилась полностью.
- Сохранился и современный персидский перевод арабским шрифтом. Он немного моложе двух других рукописей.